# Laterallus
Laterallus – rodzaj ptaków z rodziny chruścieli (Rallidae).

## Zasięg występowania
Rodzaj obejmuje gatunki występujące w Ameryce (Meksyk, Belize, Gwatemala, Salwador, Honduras, Nikaragua, Kostaryka, Panama, Jamajka, Kuba, Haiti, Dominikana, Portoryko, Kolumbia, Trynidad i Tobago, Wenezuela, Gujana, Surinam, Brazylia, Ekwador (włącznie z Galapagos), Peru, Boliwia, Paragwaj, Argentyna i Urugwaj) oraz na wyspie Inaccessible.

## Morfologia
Długość ciała 12–20 cm, rozpiętość skrzydeł 22–28 cm; masa ciała 20–60 g.

## Systematyka

### Etymologia
- Laterallus, Laterirallus: gra słów epitetem gatunkowym Crex lateralis Lichtenstein, 1823[a][11]
- Corethura: gr. κορηθρον korēthron „miotła”; ουρα oura „ogon”[12]. Gatunek typowy: Rallus leucopyrrhus Vieillot, 1819; młodszy homonim Corethura Agassiz, 1846 (późniejsza niepoprawna pisownia Corethrura Hope, 1843) (Hemiptera).
- Crybastus: gr. κρυβαστος krubastos „ukryty, sekretny”, od κρυπτω kruptō „ukryć się”[13]. Gatunek typowy: Rallus minutus J.F. Gmelin, 1789 (= Rallus melanophaius Vieillot, 1819).
- Creciscus: gr. κρεξ krex, κρεκος krekos „chruściel” (por. rodzaj Crex Bechstein, 1803, (derkacz)); gr. przyrostek zdrabniający -ισκος iskos[14]. Gatunek typowy: Rallus jamaicensis J.F. Gmelin, 1789.
- Donacophilus: gr. δοναξ donax, δονακος donakos „trzcina”; φιλος philos „miłośnik”[15]. Nazwa zastępcza dla Laterirallus Bonaparte, 1856 ze względu na puryzm.
- Hapalocrex: gr. ἁπαλος hapalos „delikatny”; κρεξ krex, κρεκος krekos „chruściel”[16]. Gatunek typowy: Rallus flaviventris Boddaert, 1783.
- Limnocrex: gr. λιμνη limnē „bagno”; κρεξ krex, κρεκος krekos „chruściel”[17]. Gatunek typowy: Porzana cinereiceps Lawrence, 1875[b].
- Thryocrex: gr. θρυον thruon „trzcina, sitowie”; κρεξ krex, κρεκος krekos „chruściel”[18]. Gatunek typowy: Corethrura rubra P.L. Sclater & Salvin, 1860.
- Atlantisia: w greckiej mitologii Atlantyda (łac. Atlantis) była wyspą, którą zamieszkiwała wysoko rozwinięta cywilizacja i która została zatopiona; tradycyjnie lokalizowana była na Atlantyku[19]. Gatunek typowy: Atlantisia rogersi P.R. Lowe, 1923.

### Podział systematyczny
Do rodzaju należą następujące gatunki:
- Laterallus flaviventer (Boddaert, 1783) – derkaczyk żółtawy
- Laterallus exilis (Temminck, 1831) – derkaczyk amazoński
- Laterallus albigularis (Lawrence, 1861) – derkaczyk białogardły
- Laterallus ruber (P.L. Sclater & Salvin, 1860) – derkaczyk rudy
- Laterallus levraudi (P.L. Sclater & Salvin, 1869) – derkaczyk rdzawoboczny
- Laterallus melanophaius (Vieillot, 1819) – derkaczyk oliwkowy
- Laterallus notatus (Gould, 1841) – derkaczyk ciemny
- Laterallus podarces (Wetmore, 1963) – derkaczyk wielki – takson wymarły prawdopodobnie wkrótce po 1502 roku[21]
- Laterallus rogersi (P.R. Lowe, 1923) – derkaczyk nielotny
- Laterallus spiloptera (Durnford, 1877) – derkaczyk plamisty
- Laterallus jamaicensis (J.F. Gmelin, 1789) – derkaczyk śniady
- Laterallus spilonota (Gould, 1841) – derkaczyk galapagoski